# Скіношіка
Скіношіка (рум. Schinoșica) — село в Молдові в Чимішлійському районі. Входить до складу комуни, центром якої є село Ліповень.